# Kreis Pleschen

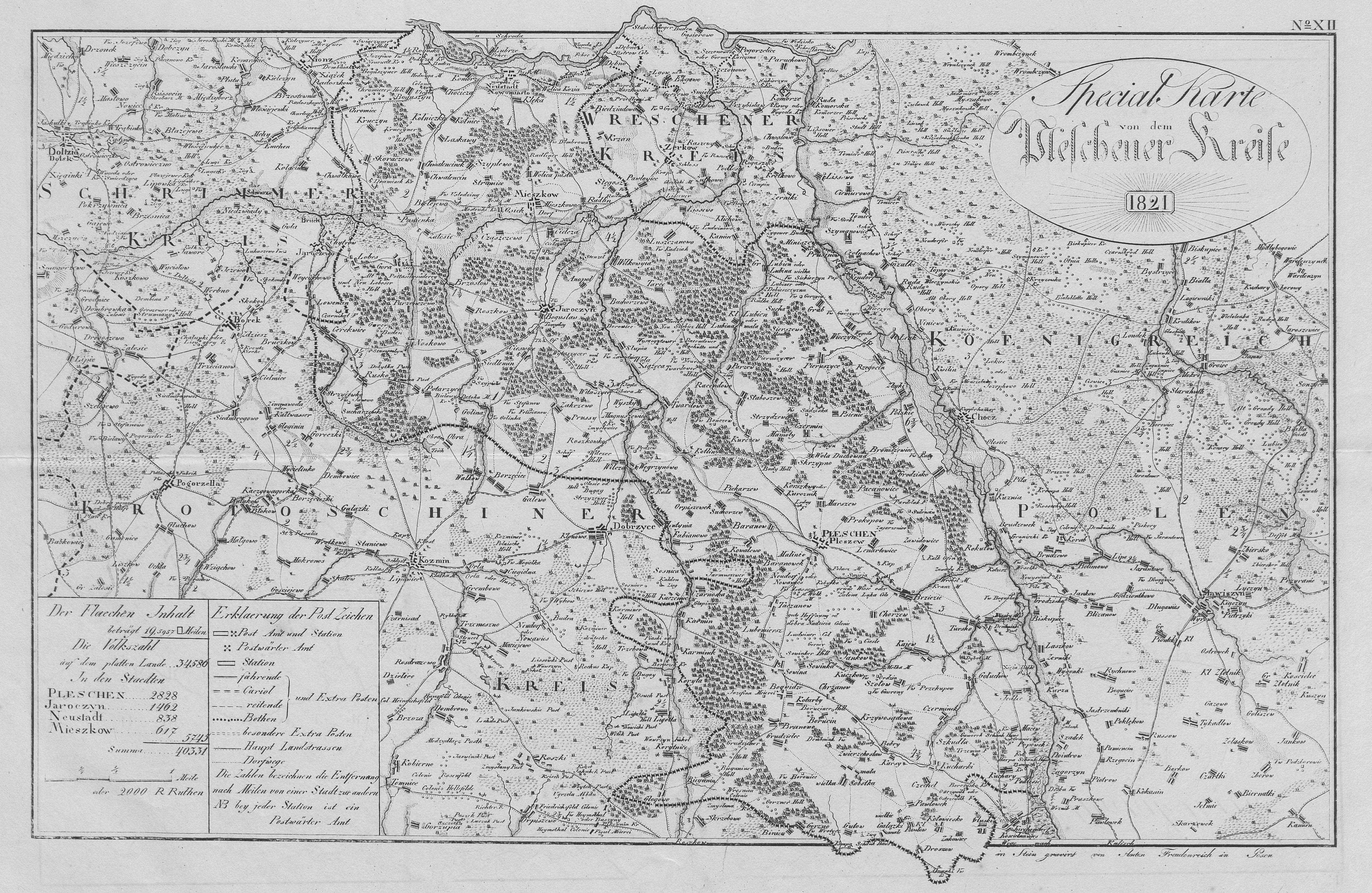
Der Kreis Pleschen in den Grenzen von 1818 bis 1887

Der Kreis Pleschen in den Grenzen von 1887 bis 1919

Der Kreis Pleschen war ein preußischer Landkreis in der Provinz Posen und bestand in der Zeit von 1818 bis 1919. Das ehemalige Kreisgebiet, das im Südosten der Provinz Posen lag, gehört heute zur polnischen Woiwodschaft Großpolen.

## Größe
Der Kreis Pleschen hatte seit 1887 eine Fläche von 482 km².

## Verwaltungsgeschichte
Das Gebiet um die beiden polnischen Städte Pleschen und Jarotschin gehörte nach der Zweiten Teilung Polens von 1793 bis 1807 zu den Kreisen Adelnau und Krotoschin  der Provinz Südpreußen des Königreichs Preußen. Nach dem Frieden von Tilsit fiel das Gebiet 1807 an das Herzogtum Warschau. Nach dem Wiener Kongress am 15. Mai 1815 fiel das Gebiet erneut an das Königreich Preußen.
Im Zuge der preußischen Verwaltungsreformen wurde zum 1. Januar 1818 aus Teilen der Kreise Adelnau und Krotoschin der Kreis Pleschen gebildet. Kreisstadt und Sitz des Landratsamtes wurde die Stadt Pleschen.
Als Teil der Provinz Posen wurde der Kreis Pleschen am 18. Januar 1871 Teil des neu gegründeten Deutschen Reichs, wogegen die polnischen Abgeordneten im neuen Reichstag am 1. April 1871 protestierten.
Am 1. Oktober 1887 gab der Kreis die Stadt und den Polizeidistrikt Jarotschin, die Stadt und den Polizeidistrikt Neustadt an der Warthe sowie den Polizeidistrikt Kotlin an den neugebildeten Kreis Jarotschin ab.
Am 27. Dezember 1918 begann in der Provinz Posen der Großpolnische Aufstand der polnischen Bevölkerungsmehrheit gegen die deutsche Herrschaft, und im Januar 1919 war das Gebiet des Kreises Pleschen unter polnischer Kontrolle. Am 16. Februar 1919 beendete ein Waffenstillstand die polnisch-deutschen Kämpfe, und am 28. Juni 1919 trat die deutsche Regierung mit der Unterzeichnung des Versailler Vertrags den Kreis Pleschen auch offiziell an das neu gegründete Polen ab.

## Einwohnerentwicklung
| Jahr | Einwohner | Quelle |
| ---- | --------- | ------ |
| 1818 | 32.390    | [ 1 ]  |
| 1846 | 59.296    | [ 2 ]  |
| 1871 | 61.186    | [ 3 ]  |
|      |           |        |
| 1890 | 31.820    |        |
| 1900 | 33.660    | [ 4 ]  |
| 1910 | 37.362    | [ 4 ]  |

Von den Einwohnern im Jahre 1890 waren 87 % Polen, 11 % Deutsche und 2 % Juden. Zwei Drittel der deutschen Einwohner lebten in der Stadt Pleschen, die Mehrzahl verließ nach 1919 das Gebiet.

## Politik

### Landräte
1820–183100Lantier
1831–184800Rankowicz
1848–185000Eduard von Suchodolski (1804–1873)
1853–185800Ernst Ferdinand Gregorovius (* 1816)
1861–188500Ernst Ferdinand Gregorovius (II. Amtszeit)
1886–188700von Schwichow
1887–189000Hugo Elbertzhagen
1890–189500Paul Blomeyer (1860–1918)
1895–190200von Roëll
1902–190500Fritz von Eichmann (1866–1918)
1905–191700Georg Gewiese (1869–1917)
1917–191800Carl Oldwig von Natzmer (1878–1943)

### Wahlen
Der Kreis Pleschen gehörte zum Reichstagswahlkreis Posen 8. Der Wahlkreis wurde bei allen Reichstagswahlen zwischen 1871 und 1912 von Kandidaten der Polnischen Fraktion gewonnen:
- 187100Władysław Taczanowski
- 187400Władysław Taczanowski
- 187700Stefan von Zoltowski
- 187800Stefan von Zoltowski
- 188100Theophil Magdzinski
- 188400Theophil Magdzinski
- 188700Theophil Magdzinski
- 189000Sigismund von Dziembowski-Pomian
- 189300Sigismund von Dziembowski-Pomian
- 189800Sigismund von Dziembowski-Pomian
- 190300Anton von Chlapowski
- 190700Wladislaus Seyda
- 191200Wladislaus Seyda

## Kommunale Gliederung
Die einzige Stadt des Kreises war Pleschen.  Die Landgemeinden und Gutsbezirke waren anfangs zu kleineren Woytbezirken (polnisch „wójt“ = deutsch „Vogt“) und später zu größeren Polizeidistrikten zusammengefasst. Am 1. Januar 1908 existierten neben der Stadt Pleschen 75 Landgemeinden und 50 Gutsbezirke.

## Gemeinden
Am Anfang des 20. Jahrhunderts gehörten die folgenden Gemeinden zum Kreis:
- Baranow
- Bieganin Dorf
- Bieganin Hauland
- Bismarksdorf
- Bogwidz-Kotarby
- Borucin Dorf
- Borucin Hauland
- Bronischewitz
- Brunow
- Brzezie
- Czarnuszka
- Czechel
- Czermin
- Czerminek
- Drosenau
- Eulendorf
- Geistlich Wola
- Goluchow
- Grodzisko
- Groß Galonski
- Grudzielec Dorf
- Grudzielec Hauland
- Grünewiese
- Gurzno Dorf
- Gurzno Hauland
- Gutehoffnung
- Gutow
- Jankow
- Jedlec
- Kajew
- Karminek
- Kotowiecko
- Kowalew
- Krzywosondowo
- Kucharki
- Kuchary
- Kuczkow-Chrzanow
- Lenartowitz
- Leng
- Leonardowo
- Lubomierz
- Ludwina
- Macew
- Marienbronn
- Neu Karmin
- Neudorf
- Pacanowitz
- Pawlow
- Piekarzew
- Pieruszyce
- Pieruszyczki
- Pirschütz
- Pleschen, Stadt
- Polskie
- Popowek
- Prokopow
- Rokutow
- Rothendorf
- Rzegocin
- Scholow
- Sinnig
- Skrzypno
- Sobotka
- Strielau
- Strzydew
- Szkudla
- Taczanow
- Tursko
- Weizenfeld
- Wettin in Posen
- Wieczyn
- Wrzesnica
- Zabory
- Zawada
- Zawidowitz
- Zbyki

Die Gemeinden Bogwidz und Kotarby wurden vor 1908 zur Gemeinde Bogwidz-Kotarby zusammengeschlossen. Die Gemeinden Chrzanow und Kuczkow wurden 1906 zur Gemeinde Kuczkow-Chrzanow zusammengeschlossen. Bis auf wenige Ausnahmen galten nach 1815 die polnischen Ortsnamen weiter, zu Beginn des 20. Jahrhunderts wurden mehrere Ortsnamen eingedeutscht.